# フランシス・ゴルトン
フランシス・ゴルトン（Sir Francis Galton、1822年2月16日 - 1911年1月17日）は、イギリスの人類学者、統計学者、探検家、初期の遺伝学者である。ゴールトンとも表記される。母方の祖父は医者・博物学者のエラズマス・ダーウィンで、進化論で知られるチャールズ・ダーウィンは従兄に当たる。
遺伝の研究を行うなかで、統計学の相関や回帰の概念を発展させた。双子の研究により遺伝と環境を分離する試みをし、行動遺伝学の先駆けとなった。また近代的な優生学の創始者である。気象学の研究では、天気図を作成した最初の人物となった。他にも指紋による人物識別の先駆的研究、人間に聞こえない音を出す犬笛の発明など、多数の分野に業績を残した。1909年にはナイトに叙されている。
裕福なアマチュア科学者 (gentleman scientist) であり、研究に生涯と私財を捧げた。

## 前半生：学生時代、冒険、気象学

### 生い立ち
1822年にジョゼフ・プリーストリーがかつて住んでいた家「フェアヒル」の敷地に建てられた家に生まれた。
父はバーミンガム (Warwic kshire のDujjestone) の裕福な銀行家のサミュエル・テルティウス・ゴルトン、母ビオレッタはエラズマス・ダーウィンの娘で、チャールズ・ダーウィンの父ロバート・ウォーリングとは異母兄妹であった。
1836年までバーミンガムのキング・エドワード・スクールに通った。
1836年からキングス・カレッジ・ロンドン（メディカル・スクール）でしばらく医学を学んだ。
1838年、両親の圧力があり、薬学専門のバーミンガム総合病院に入った。
1840年（〜1844）ケンブリッジ大学トリニティ・カレッジで数学を学んだ。そして、ロンドン・セントジョージ病院で研究をした。
1844年、ケンブリッジ大学卒業からまもなく、父が亡くなった。莫大な財産を相続し、そこから一転して私財で自分自身の偉業を為すために活動を始めた。

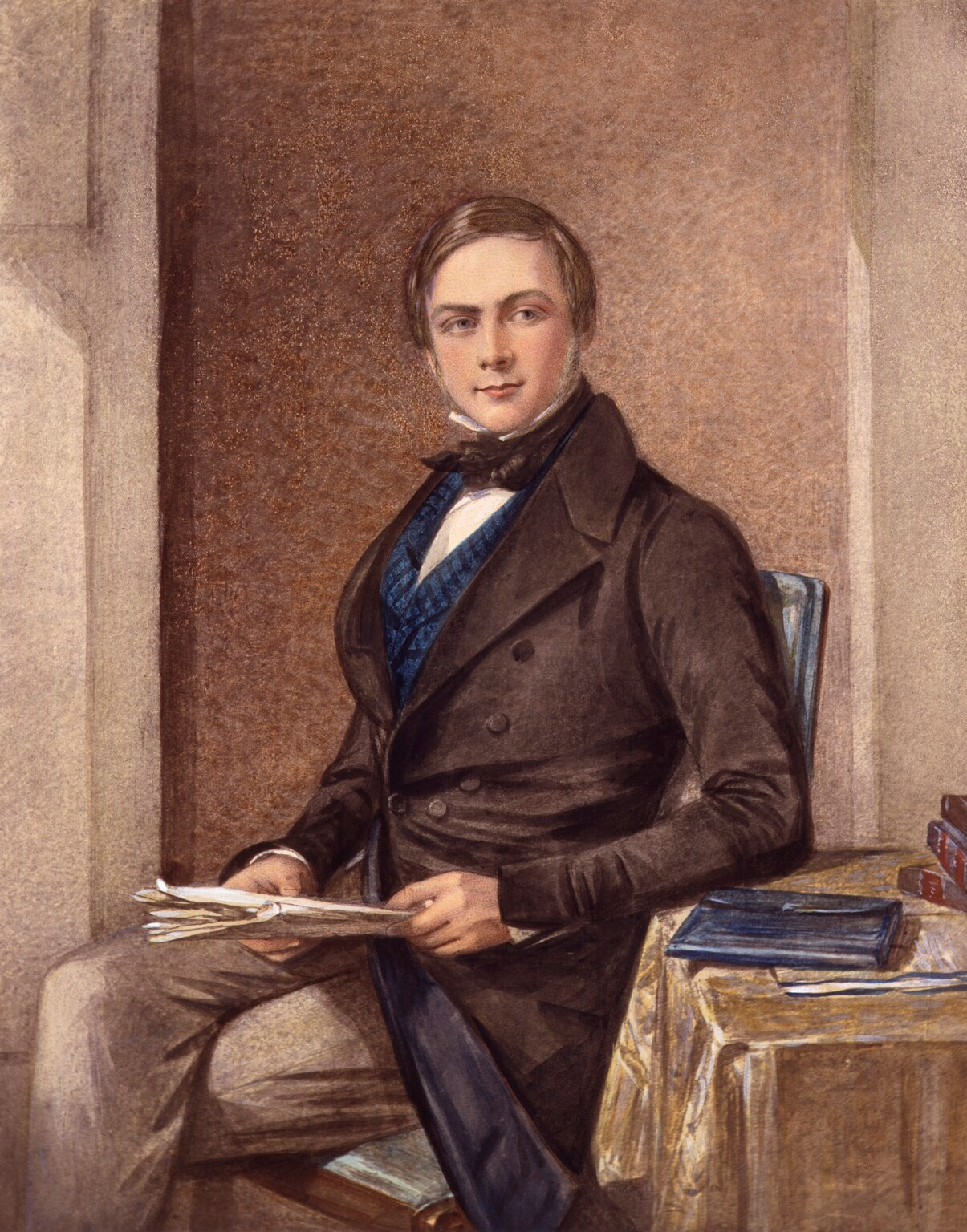
ゴルトンの肖像画（1840年）

### アフリカ大陸の冒険
「暗黒大陸」とも呼ばれていたアフリカ大陸を探検した初期のヨーロッパ人の一人である。
世界各地を旅し、アフリカの探検記を著した。探検の成果は、英国とフランスの地理学会から表彰された。
1845年〜1846年、アフリカのスーダン地方を旅行。
1850年〜1852年、当時のヨーロッパにとって秘境である南アフリカ奥地を冒険旅行。ルートを開拓している（現在のナミビアのダマラランド地方の開拓を志していた模様）。
1850年にゴルトンは、スウェーデン生まれの冒険家チャールズ・ジョン・アンダーソンが世界を冒険するための資金を得るためにロンドンに渡っていたところに出会い、2人は南部アフリカの探検を行った。
夏に喜望峰に渡り、現在のナミビアを探検。1849年にダイヴィッド・リヴィングストンらが発見したンガミ湖を探したが、発見に至らなかった。ゴルトンはロンドンに戻り、王立地理学会から『熱帯の南アフリカの冒険物語 (Narrative of an Explorer in Tropical South Africa)』（『西南アフリカ熱帯に於ける一開拓物語』とも）を出版した。そしてゴルトンは1853年に王立地理学会から金メダルを贈られ、地理研究家と冒険者としての評判を確立し『旅行の仕方』(The Art of Travel：1855) を書き始めた。

### 気象学の研究（天気図の創始者）
1858年にロンドン近郊のキュー天文台の台長になり、科学分野に数学的方法を導入することに興味を持ち、また、気象図の研究の際に同じ気圧の点を結んで等圧線を書いた。
　ゴルトンは気象学の創始者とも言われ、最初の天気図を考案し、高気圧の理論を打ち立て、ヨーロッパ規模での短期間の気象現象の完全な記録を初めて成し遂げた。
1866年、天文台の台長であるゴルトンは天気予報を初めて行ったフィッツロイの死後（1865年）に組織された調査委員会の委員長として勧告を行った。その一般向けの気象予報は1866年5月28日に中止された。
1868年に気象研究会議の会員に挙げられていたゴルトンは1875年にタイムズ紙に掲載された最初の天気図を作成し、のちに世界中の新聞に掲載されるようになった。他にもゴルトンは反対旋風の理論を発表している。

## 後半生：優生学と近代統計学の父
1859年、いとこのチャールズ・ダーウィンが、『種の起源』を出版したことに刺激を受け、遺伝の問題の研究を開始した。彼の家系はウェジウッド家、ダーウィン家、バトラー家と並ぶ名門で、名声を得る家族は一般に才能があることを明らかにしようとした。『種の起源』との出会いは彼の人生を変えた出来事となり、特に動物の繁殖に関する「家畜化の下での変化」の最初の章に夢中になった。それからゴールトンは残りの人生の多くを人類の個体群の多様性とその意味を探求することに捧げた。またダーウィン自身は『種の起源』では家系研究には触れていなかったが、1871年の『人類の進化』(The Descent of Man) において従兄弟の研究を引き合いに出して、そのテーマに戻ってきた。
ダーウィンの進化論の影響を受け、心的遺伝への興味から出発し、人間能力の研究、優生学 (eugenics)、相関研究を含む統計的研究法を発達させ、今日の個人的心理学の基礎を造った。
1864年にイギリスの上流家庭に関する一連の研究を行った。このときはゴルトンもスペンサー同様、下層階級への支援に否定的だった。
1865年以降は、主要な関心は（おそらく気象学などから）遺伝学に向けられた。進化は親の形質が子に引き継がれる遺伝のメカニズムによって可能になるのであるから、進化の法則を明らかにするには遺伝のメカニズムを知らなければならないと考えた。

### 1869年『遺伝的天才 (Hereditary Genius)』
『遺伝的天才 その法則および帰結』を出版した。遺伝を研究の中心にするようになっていた1865年には発表し始めていた内容である。
この本において、一般の人の4000人につき1人しか見られないような、優秀な人物415名ならびにその肉親977名を選び出して、その遺伝関係を調べた。知名人の子は普通一般の人の子に比して、優秀な者になり得た率が、約200倍も高く、また有名人の父が、また有名人である割合は、普通の場合に比して、120倍も高いことが分かった。知名人の子に知名人が多く出るのは、門閥や縁固等の有利な結果であるよりも、むしろ遺伝関係が重きをなさなければならない、とゴルトンは結論した。
また、いろいろな分野の「天才」の家系を調べて、「天才」が遺伝する事を示した。その中で、優れた人の子あるいは親は、やはり優れた人になる傾向があるけれども、その比率は世代を隔てるごとに小さくなることを示した。
この本は、統計的な分析よりむしろ記述的な分析に終始した。紳士録などを駆使して家計を調査した。天才とは、学問的能力だけではなく、きわめて創造的な才能であり、知性、熱意、作業能力の点で優れているものと定義した。彼は人間の肉体、才能、性格を決めるのは、社会環境ではなく、遺伝形質であると主張した。神父が結婚できないことなどは、知的能力の優れた子孫を残せないという理由から反対した。
この著作および1870年代の身体的形質の遺伝の研究は、世代から世代へと形質の正規分布を維持する集団の傾向を、遺伝的継承の概念と調和させることができなかったため、疑問が残ったままになってしまった。
このテキスト（『遺伝的天才』）は1870年代の身体的形質の遺伝に関するさらなる研究に繋がった。
1873年タイムズ紙に「中国人にとってのアフリカ」というタイトルの物議を醸す寄稿をした。そこで彼は、中国人は高度な文明が可能であり、中国人はアフリカへの移民を奨励されるべきである、と主張した。

### 1874年、『英国の科学者たち その生まれと育ち』
『英国の科学者たち その生まれと育ち』(English men of science: their nature and nurture) を出版した。
科学者の科学への関心が「生来のもの」なのか、それとも教育によるものなのかを発見しようと190人の王立協会フェローにアンケートをとったもの。自然対育成の問題は、解決に至らなかったようだが、当時の科学者の社会学に関する興味深いデータを提供している。
1874年にクインカンクス（ゴルトンボードとも言われる）を発明している。

クインカンクス（ゴルトンボード）の概略図。パチンコのように球を転がすと近似的な正規分布が得られる。

このクインカンクスは中心極限定理、特に標本の大きさが十分に大きい場合、二項分布が正規分布に近似できることを示すために用いられた。そこから「平凡への回帰」への洞察につながった。
ゴールトンはケトレーに従って、同質な人間集団における色々な特性値の分布は正規分布に従うものと考えた。そこで、ある集団の分布が正規分布になっているか否かを見るために、その値を小さい順に並べたときの値のグラフの形を、正規累積分布関数の逆関数の形と比べればよいとした。ゴールトンは、このグラフの形を“ogive”（建築の用語、筋違骨）と呼んだ。
1875年にはスイートピー（1年草）の育種実験を行っている。
　人間の身長とのアナロジーでスイートピーの直径を比較したかったが、手間が掛かり過ぎるので種子の重さで代用した。全ての第二世代の種子は、それぞれの親の重さを中心としてばらつくのではなく、それよりも集団の平均値に近づいた重さを中心としてばらつくことを見出した。ゴールトンは種子の重さは親だけではなく祖先から引き継がれ影響されるとの結論に達した。
これは友人の協力を得て行ったスイートピーの種子の大きさの遺伝に関する実験であった。重さによって7つのグループに分けられた種子を友人に送り、栽培してもらった。子世代は➀正規分布になる。②子世代のグループの重さの中央値は、親の重さの中央値の一次関数になるが、その係数は1より小さい（これを“reversion”と呼んだ）。③子世代のグループ内のばらつきは親世代全体のばらつきより小さい。
論文『双子の研究』(1875)。人間のあらゆる測定による研究は新しい統計方法が求められ、『遺伝的天才』のような歴史的測定法にも限界を感じた結果、双子を用いて、遺伝的影響と環境の影響のどちらが強いかを研究した。
結果としてはゴルトンは遺伝的なものに優位を感じ、遺伝と環境の影響を分離するために人種を越えた養子縁組研究を提案した。双子の研究は、のちの行動遺伝学の先駆けとなった。
『遺伝の理論(1875)』ではダーウィンのパンゲン説をウサギの輸血実験から確かめようとし、パンゲン説を否定してスタープ説を提唱した。これは獲得形質が遺伝しないことを主張した初期の研究である。
1877年、クインカンクスを改良。
1874年2月より前に発明していたものの、1877年バージョンのクインカンクスには正規分布を混合したものも正規分布であることを実証するのに役に立つ新しい機能があった。
クインカンクス (quincunx) は日本のパチンコ台に似ており、上部に孔が開いていてそこから球を落とすと、並んだピンに次々にぶつかり左右均等の確率で下に落ち、底部の箱に入る装置である。結果、箱に入る球の数は正規分布（左右対称で平均を中心に左右に裾野を持つ、釣鐘や富士山のような形をしているカーブ）の形になっているため、「クインカンクス」を使って畳み込みの概念を着想した。後の1889年の著作『自然的遺伝』においてこの関係を雄弁に説明している（図を用いて説明している）。

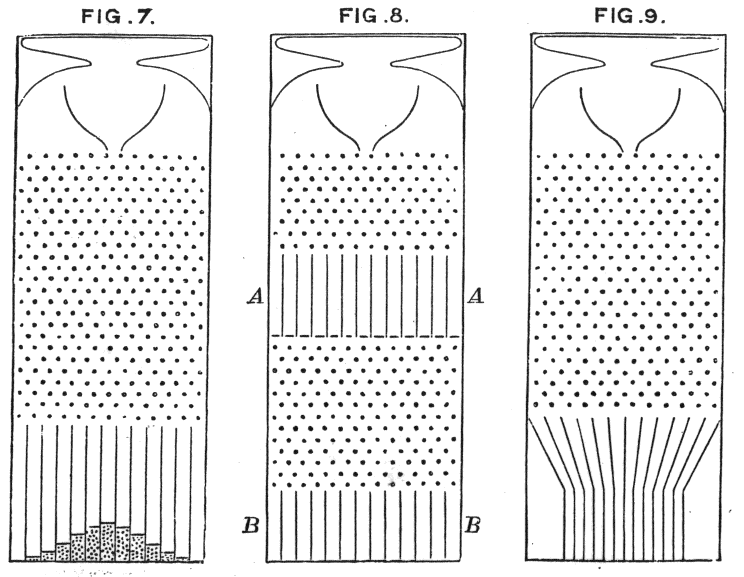
ゴルトンによるクインカンクスのイラスト（1889年）。右図の一番下は、分布を圧縮する機能をもつ。

1877年ロンドンの王立研究所にて『典型的な遺伝法則』（Typical Laws of Heredity）という講義を行った。この講義で、集団のばらつきを維持するためには集団の分布を圧縮する力がなければならない、と主張した。しかし、このモデルは通常よりはるかに大きな規模の世代間の自然淘汰がなければ成り立たないものでもあった。
1877年、イギリス科学振興協会のゴルトンを含む何人かの会員が、統計を担当する部署（Fセクション）を廃止しようと提案した。当時の統計家は数字を並べた図表を作れば十分であると考えていたため、科学的貢献が少ないというのがその理由だった。同様にゴルトンはロンドン統計協会も同じように存在価値がないと見なしていた。その状況は1880年代半ばから変化していく。
1877年、『ジャックと豆の木』や『三匹の子豚』（1890年）など世界でよく知られているヴァージョンの英国民謡を普及させることになるジョセフ・フェイコブスが英国に戻ってきた際、ゴルトンのもとで人類学を学んでいる。この時点で、ジェイコブスは民間伝承への関心をさらに高め始めた。

### 1883年『人間の才能とその発達の研究』
1883年、『人間の才能とその発達の研究』（Inquiries into Human Faculty and its Development）を出版した。この本はさまざまな心理的現象とその後の測定をカバーしている。また、優生学という用語を作り出した著作でもある（アイディア自体は前からゴルトンの中にあった）。
この著作は、自ら創案した数々の精神機能の実験や検査によるまさに個人差の心理学であった。それは、ダーウィンの自然選択理論の基本概念である個体変異の考えを基礎にしている。
本書は彼の研究の集大成ともいえる。彼は、容貌や身体的性質、精力などの身体的能力をはじめ、感受性やビネーの検査にも取り入れられた重さの弁別などの感覚的能力、心像や数型、連想、幻視などの観念内容についての独創的な検査を、多民族を含む多くの人に実施し、統計的に分析して個人差や民族差を論じた。心像や連想の研究から出た視覚型、聴覚型、運動型のような類型は、その後ビネーなどに引き継がれ、教育心理学的問題として注目された。
ゴルトンは人間に聞こえない超音波を出す犬笛を発明し、この著作で言及した。そのため犬笛は「ゴルトン・ホイッスル」とも言われている。ゴルトンは、この著作で飼い猫などのさまざまな動物が聞くことができる周波数の範囲をテストする実験について記述した。
優生学は「より環境に適した人種や血統を優先して、より多くの機会を与える」という考えに基づいている。知性という見も触れもしない抽象的な概念の測定は、近代以降の心理学や統計学の進歩によって初めて可能になり、まだゴールトンの時代にはなかったため身長を使った測定を行った。
この著作で彼の優生学 (eugenics) の提唱は頂点に達した。農夫や園芸家は慎重に選択すれば、品種改良を繰り返して特別に好ましい家畜や作物を育てられることを知っていた。彼は知的なエリートこそが社会全体を指導することを当然とした。この考えは、当時の支配層である富裕層の権威に抵触するものだった。「才能」や「気質」という人間の能力の存在は認めたが、「魂」といった超自然的な存在を否定した。キリスト教に対して、パスツールと同じく、公の席では自分の思想を表明しなかった。彼の優生学への熱意の裏には、当時の支配階級であった聖職者への反発があったことは否定できない。科学的自然主義と呼ぶべき運動は、それまで大金持ちの家庭教師くらいしか食いぶちのなかった知的エリートの科学者が、自らをプロの専門職業として社会に認知させようとする運動であった。この著作においてゴルトンの統計学は優生学を樹立するためにぜひとも必要であった。
1880年代、合成写真（合成肖像）の研究　ゴルトンはまた、平均的な顔を作成するために「合成ポートレート」と呼ばれる技術を考案した。複数人の「平均的な」写真を作成するというハーバート・スペンサーの提案を受けてゴルトンが発明した技術で、多重露光を用いている。ゴルトンは、犯罪者などの識別のためにこの技術を使用することについて議論した。彼にとってそれは平均と相関の統計手法の拡張であった。しかしこの技術は有用であることが証明されず、使われなかった。
1884年「われわれは疑いもなく身長にかんする分布は毎年変わらないことを知っている」と述べた。
『伝記記念帖』（Lifehistory Album）、『家系的才能の記録』（Record of Family Faculties）を執筆。
1884年に、国際健康博覧会（The International Health Exhibition）がロンドンで開催された際、このなかに人体測定研究所を設立して多くの人体のデータを集めた。国際健康博覧会の機会を利用して、ゴールトンは人体測定実験室 (Anthropometric Laboratory)を設立。この実験室の目的は「人間の主な身体的特徴を測定・記録するための器具と方法の単純さを一般の人々に示すこと」にあると述べた。利用者は入場料を支払った後、機能的な流れ作業の中で身長、体重、視力など身体的特徴が測定された。個人と家族の情報をフォームに記入し、髪や目の色を記録したり、視力、色覚、奥行きの知覚、聴覚の鋭敏さや最高可聴音を調べ、触覚、呼吸能力やパンチ力、両手で引っ張る力や握る力なども調べ、最後に座高や身長を調べた。
この実験室は、革新的な測定技術を採用してなかったが、限られたスペースを活用してスムーズにさらに多岐に渡って測定できたというところが特徴だった。ゴールトンにとっては人体測定のデータ収集が目的だったが、利用者にとっては身体的特徴を測定することは、より家庭的なレベルで、子供たちが適切に発育していることを確認するのに役立つとゴールトンは述べている。
国際健康博覧会終了後、ゴールトンはこれらのデータを使用して、スイートピーを研究した後に提起した線形回帰の理論を人間で確認した。この人間のデータの蓄積により、彼は前腕の長さと高さや、頭の長さと高さの相関関係を観察することができた。
1885年英国学術協会人種学部会長講演にて「進化の過程は2つの相反する行動から成り立っている。一方は収束する動きであり、他方は拡張する動きである。これらは相互に牽制して安定的均衡 (stable equilibrium) に達する」と述べた。第一世代と第二世代は結局同じ正規分布に安定的に従うと考える。第二世代のそれぞれの小さな正規分布を畳み込めば、全体として大きな正規分布、つまり元の分布に逆戻りすると考えている。
1885年5月10日、ロンドン人類学会会合発表においてフレイザーが「魂に関する未開理念を例証する埋葬習慣について」を発表。その際ゴールトンが司会をし、スペンサーも出席し、タイラー.E. Bも出席している。
1886年のJournal of the Anthropological Institute Vol.15において親子の測定データをまとめたグラフと楕円を描き入れたグラフを掲載。

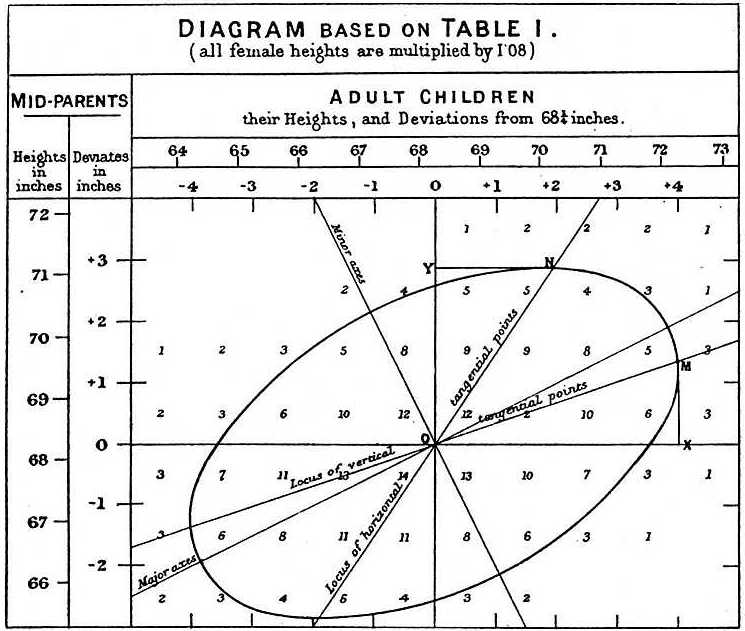
ゴルトンの1886年の図。横軸は子の身長、縦軸は両親の身長の平均。（図示されているのは現代の言葉でいうと二変量正規分布の確率楕円とその長軸短軸、xのyへの回帰直線、yのxへの回帰直線）

1888年、サウスケンジントン博物館のサイエンスギャラリーに研究所を設立。そこで参加者は少額の料金を払い、測定により自分の長所と短所に関する知識を得ることができた。ゴルトンはそれらのデータを自身の研究にも使用した。

### 『主に人体測定データから、相互関係とその測定値』（1888年）
国際博覧会のデータ収集からの考察。この出版物で、ゴルトンはこのような相関関係を「一つの［変数の］変動が、平均して多かれ少なかれ他方の変動を伴い、同じ方向にある」ときに発生する現象として定義した。本書に示されたのかは不明だが、ゴルトンは身長と肘長（ひじから中指までの長さ）の間には0.80という関係があると計算した。前腕と身長の測定値を調べた後、ゴールトンは独自に相関の概念を再発見（1846年のオーギュスト・ブラヴェ以来）し、遺伝・人類学・心理学の研究にそれを応用した。ゴルトンは回帰直線の使用を発明し、相関係数を表すrの用語を初めて用いた。

### 『自然的遺伝（Natural Inheritance）』
1889年出版。『遺伝的天才』以後の彼の所説の「エッセンス」を集めた著作である。身長、眼の色、芸術的才能、罹病関係等に就いての親子の間の類似に関して、精細な研究を遂げた。
有名なゴールトンの祖先遺伝律（Law of ancestral Inheritance）は、祖先から受け継ぐ遺伝形質の割合についての法則で、両親から1/2、4人の祖父母から合わせて1/4、8人の曾祖父母から合わせて1/8、16人の高祖父母から合わせて1/16を受け継ぐというものである。
1 = 1/2 + 1/4 + 1/8 + 1/16 + …
カール・ピアソンはこの原理を肯定し、かつその数的関係に改良を加えた。
世代から世代へと形質の正規分布を維持する集団の傾向を、遺伝的継承の概念と調和させる理論を詳細に論じた本でもある。
1889年『自然的遺伝 (Natural Inheritance)』では、才能は正規分布すると主張した。才能は優れたほうにも劣ったほうにも同じ広がりでばらつくと主張した。「私は『遺伝的天才 (1869)』などにおいて、誤差法則の適用範囲を余りに広げすぎたと批判されてきた」と述べた。そして世代が変化するとき形質を集団全体の平均値に戻すような働きが生じると考え、これを「先祖返り (reversion)」と名付けた（または「復帰」とも）。先祖返りにより分布全体が圧縮される一方で、新たに生じるばらつきが、つまり兄弟間や姉妹間のばらつきが分布を拡大させて、このバランスが世代間で分布を安定化させている。この著作は、数学の誤りも多く厳密さに欠けるものであった。しかし、遺伝に関する単なるデータ集めから脱して、遺伝データに数量的な方法すなわち回帰分析を適用した革新的な書物となった。遺伝を数量的に測定可能な特性として把握した。
母親の身長に1.08を乗じて、それと父親の身長の平均をとり、これを中間親 (mid parent) の身長とする。1.08倍したのは男女の身長差を補正するためである。そして、子どもと親の身長の相関の分布は正規分布になる（ゴルトンの1886年の図を参照）。それをグラフ化して、長い思索の後、ふと彼はかつて気象図の研究の際に同じ気圧の点を結んで等圧線を書いたことを思い出した。同じ人数の点を囲んでいくと、彼は、これが同心の楕円になっていることを実感した。ケンブリッジ大学の数学者のH.ディクソンの助けを借りて、これが現在知られている2次元正規分布であることを導出する。ゴールトンは遺伝のイメージの残る復帰係数をやめて回帰 (regression) 係数と呼んだ（1885年）。現在、相関係数を表すrは元々、ゴールトンのこの呼び名に由来する。ゴルトンは相関を定式化することで、この新しい革命的な考え方にとても近づいた。この新しい革命的な考え方とは、ピアソンの「実験結果とは、数値の分布として見ること」。数値の分布とは、数学公式で観測された数値がある特定の値となる確率を表す。つまり、とある実験に得られる数値がどうなるかは予測できないと考える。われわれに言えるのは、その値になる確率であって、値の確実性ではないとも考える。個々の実験結果は、予測不可能という意味ではランダムである。しかし、分布の統計モデルではそのランダム性の数学的性質を表すことができると考える。科学において、観測値にランダム性がつきものでることを理解するには時間が掛かった。不確実性は下手な計測によるもので、自然が本来持っているものではないと思われていた。不確実性は物理学におけるこれまでにないより精緻な測定機器の発達によって登場してきた。ゴルトンは「人間の特定の性質や能力について、平均値を知るだけではあまり意味がない。…ある特定の性質が、ある集団の中でどのように分布しているかを知り、その知見を誰にでもわかりやすく、かつ利用しやすいように、簡単に表現すること」を我々が求めているとも語った。ゴルトンは中間親の身長から子の身長を予測する直線を回帰直線（regression line）、その勾配を回帰係数（regression coefficient）と呼んだ。また親と子を入れ替えても回帰直線が引けることを発見した。ゴールトンは、回帰の分析の中で2つの量の単位をそれぞれの標準偏差にすると、２つの回帰直線の勾配が等しくなり、先のｒに一致することを発見した。ゴールトンはこの値を“index of co-rrelation”と名づけ、2つの量の間の関係の強さを表す尺度とした。Co-とハイフンを入れたのは、当時correlationという言葉は既に別の意味で用いられていたため。それはやがて「相関係数」（correlation coefficient）と呼ばれるようになった。回帰分析と相関係数は、現在、統計解析の中で最も広く用いられる手法となっているが、ゴールトンは最初その汎用性について全く気づいてなかったし、世の人々もそれを遺伝の研究の方法とみなしていた。当時のイギリスでは、大陸における確率論の発展については、あまり知られていなかったし、ゴールトンは、数学はあまり得意でなかったので、回帰分析と最小2乗法の関係、あるいは回帰係数や相関係数と2変量（多変量）正規分布の関係などにはほとんど注目しなかった。ゴールトンが遺伝データの経験的分析の中から直観的に定式化した、「回帰」や「相関」の概念を厳密化し、その数学的性質を確立し、また汎用的な方法とすることは、その後を継いだカール・ピアソンを中心とする人々の仕事であった。

### 1892年『指紋 (Finger Print)』
指紋分類の基礎となる。指紋によって人物を識別する方法は、1860年頃にインドでウィリアム・ハーシェル（en）によって導入され、またこれと独立して、来日していた医療宣教師ヘンリー・フォールズも指紋による識別を着想し1880年に『ネイチャー誌』に発表した。フォールズはダーウィンと友人だったためダーウィンに相談し、数学の苦手なダーウィンはゴールトンに託してゴールトンがこの研究を進めた。ゴルトンは1888年の王立研究所の論文と三冊の本（1892、1893、1895）で、二人の人物が同じ指紋をもつ確率を推定した。また指紋の遺伝性と人種差を研究した。スコットランドヤードにおいてもこの頃指紋を使った捜査が始められ、南方熊楠もネイチャーに1894年に指紋の論文を投稿している。

### 1894『The Part of Religion in Human Evolution』
ゴルトンは以下のように述べた。「遺伝に基づく能力を最高のレベルまで高めたいという情熱は人間の進化を追求するために必要条件であり、また、ジョン・スチュアート・ミルが言うような『国民的宗教』を確立するための十分条件である。なぜなら、そのような情熱は、『人間の感情と願望をどんな利己的な目的よりも優れた理想的な目的へ導く』ために役立つからだ」（※ミルにとって、めざした宗教とはオーギュスト・コントが着想したような人類の宗教だった）。「今後は、人類の質そのものを改良する必要がある。現在の平均的市民のレベルでは近代社会が求める日々の仕事を果たせないからだ」「国民の持って生まれた性質を改良することはできないことではない。その結果、今の時点では実現できなそうもない夢のようなプロジェクトも、今後は充分実現可能になるだろう」。また上流階級より下流階級の出生率が高いのは、優生学に反する「遺伝的な退化」とも述べている。さらにはチャールズ・ブース（1840〜1916）が定義したロンドンの人口調査に基づく８つの「社会階層」を使用している。
1901年、王立人類学研究所の第2回ハクスリー講演で、「現在の法律および感情の下において可能なる人間種性の改善」と題して、優生学について講演した。同年ピアソン、ウェルドンと共に『バイオメトリカ誌』を創刊。自分の財産を費やし、この新雑誌の援助財団を設立した。
1904年にゴルトン研究所の前身である優生学記録局を設立した。この研究所は1907年にユニバーシティ・カレッジ・ロンドンの一部になり、ピアソンが所長となった。
『優生学其の定義・範囲および目的』と題する講演を社会学会で行った。
1. 確実に知られたる遺伝法則の知識を普及すると共に、将来進んでそれに関する研究を促進すること。
2. 古代および現代国民に於ける種々なる社会階級（公民生活の必要度を標準として分類する）の生産率に関する調査。

などを話した。

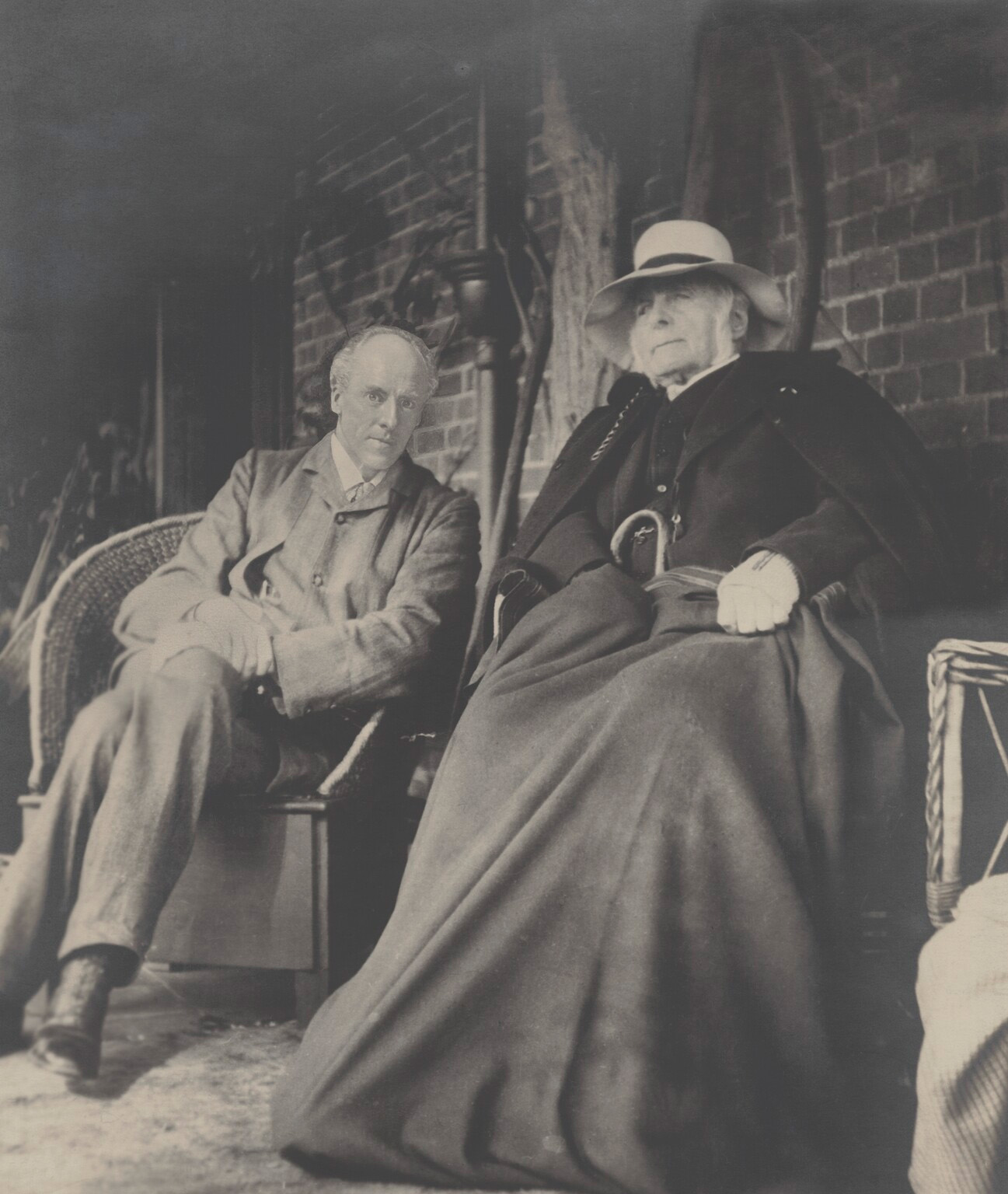
カール・ピアソン（左）とゴルトン。1910年頃。

1906年、ネイチャー誌で、放射状の切り込みをせずに丸いケーキを切るより良い方法を提案した。
1909年、優生学教育協会の機関誌である『優生学評論』（Eugenics. Review）の発行が開始された。同協会の名誉会長であるゴルトンは第一巻の序文を書いた。優生学教育協会は1911年からダーウィンの息子レナード・ダーウィンが会長を務めた。
1910年、『Kantsaywhere』というタイトルの小説を執筆した。より健康で賢い人間を育てるように設計された、優生学の信念で構成されたユートピアを描写している。
1911年、死去。ユニバーシティ・カレッジ・ロンドンに遺産の一部を寄贈し、優生学の教授職が設立された。初代教授には教え子で共同研究者でもあったカール・ピアソンが就任し、エゴン・ピアソン、イェジ・ネイマン、ロナルド・フィッシャーと継がれていった。ゴルトン研究所にはライオネル・ペンローズ、J・B・S・ホールデン、シェイラ・メイナード＝スミス（ジョン・メイナード＝スミス夫人）、セドリック・スミス、W.D.ハミルトン、ジョージ・プライスらが所属していたことがあり、2000年に閉鎖されるまで人類遺伝学と統計学、数理生物学の発展の原動力となった。
1914年、わずかでも優秀な個体を増やし、僅かでも劣った個体を減らす過程を継続していけば、集団全体のレベルは上がり、天才が生まれ出る確率は高まると述べた（『遺伝的天才』第2版より）。ただし、これは死後の出版。カール・ピアソンは、ゴールトンの3巻にわたる伝記を出版した（1914年、1924年、1930年）。

## 業績

### 優生学
ゴルトンは、マルサスの描く暗い世界観を人道的に回避する方法について考察し、その結果考えついたのが優生学（eugenics、eu: 良い、genics: 生まれてくる）だった。ゴルトンは「生存に適していない」(unfit) 人間が生まれてこないようにする消極的優生学よりも、より適した人間を増やそうという積極的優生学の方向性だった。そのため上流階級同士の結婚を奨励した。
彼は、1883年『人間の才能とその発達の研究』に優生学という言葉を初めて用いたことで知られている。1869年の著書『遺伝的天才』(Hereditary Genius) の中で、彼は人の才能がほぼ遺伝によって受け継がれるものであると主張した。そして家畜の品種改良と同じように、人間にも人為選択を適用すればより良い社会ができると論じた。当時のイギリスでは産業革命からしばらく過ぎ、社会主義思想の広まりとともに労働者の環境も改善されつつあったが、ゴルトンは社会の発展のためには環境の改善よりも生物学的な改良が有意義だと信じていた。
遺伝における「先祖返りの法則」（世代が変わってもばらつきが一定となるように正規分布を圧縮する力が生じる）が示すように、優れた性質を持つものがたまたま生まれても、放っておけば世代を経る間に失われてしまうと考えた。このことを防ぐために、育種家が家畜や栽培植物の品種改良を行う場合のように、優れた人々がより多くの子孫を残すような手段を施さなければならないと考えた。
ゴールトンはその目的のために「優生学」という言葉を発明し、それを「遺伝によって継承される資質を、賢明に相手を選ぶ結婚によって高めるだけでなく、よりよい血統が維持されるようなすべての方法によって改善するための科学」と定義した。そのなかで、「劣った」グループや階級を抑圧することは必要ではない、彼らは自然に衰退するからだと述べた。

### 統計学
統計学における貢献としては、平均への回帰と呼ばれる現象についての記述を初めて行ったことや、相関係数の概念の提唱などが挙げられる。

#### 【ケトレーとの差異】
アドルフ・ケトレーが誤差法則を人間の身長などの肉体的特徴に適用したのに対して、ゴルトンは知能（脳の気質や知的能力mental capability）をも誤差法則（正規分布）に従うとしてこれに当てはめた。
ゴルトンは1860年代に標準偏差を定量化する尺度を考案した。
1860年代、ゴルトンが変異性と遺伝に関する研究に着手した頃はケトレーの平均値と統計手法が広く普及していたので、ゴルトンもそれに倣っている。それも含めゴルトンが人間を調査対象としたのは、➀多くの人々が、この理論（進化論）を人間の分野に応用したいと考えており、②また人間なら調査がしやすかった、ためである。
ケトレーとの差異としては、正規分布を尊重するのは同様だったが、平均値だけを重視したケトレーとは違って、ゴルトンは分布全体に注意を払った。ケトレー（天文学者でもあった）は「正規分布」を「誤差の分布」と見なしていた。正規分布の最大のメリットは、平均的なモデル（最良の近似値）が表れることだった。ゴルトンは、重要なのは正規分布が示す分布であって、平均値にはそれほど興味を示さなかった。むしろ全体を見るべきであり、極端な値のほうが、稀ではあるが、進化にとっては決定的な要因になると考えた。
ケトレーは統計の中に新しい普遍主義を見出そうとした。つまり、個々の変動は、平均的なモデルの周辺に散らばる意味のない変動でると考えた。ゴルトンは逆に、統計は不変的概念に関係なく、各個体の特殊性を認める手段を提供してくれるもので、数が少なくても、それらの特殊性を理解する可能性を与えてくれるものと考えた。それにより、エルンスト・マイヤー（1904〜2005）の「個体群思考 (population thinking)」（種を個体の集団と見なす考え方）の確立に貢献する。またゴールトン自身も、子孫は両親より平均値に近づく傾向を「平凡への退行 (reversion)」と呼んだが、さらに「平均への退行」と言いかえた。
ケトレーは、全体の分布を表すカーブが平均値に限りなく近づくことが文明の進歩だと主張した。ゴルトンは、平均値を押し上げる平均を上回る分布の増加と、平均値を下回る分布の減少に注目した。ゴルトンは、身長のような単純な形質で確かめられたことは「社会的価値」のような複雑な形質にも該当するのではないかと考えた。
ゴルトンの関心はケトレーとは違い、平均自体にはなく、むしろ平均からの偏差にあった。従来の誤差理論においては最良の推定値とは測定値の平均値にほかならなかった。そのため、誤差理論は誤差の変動自体をそれ自体として分析しようとはしなかった。当時の数学者の立場から見れば、誤差は誤差であり、分析の邪魔者でこそあれ、分析対象とは見なかった。反対に彼の優生学の立場からすれば、変動（確率誤差）は本質的に重要な分析対象であり、ばらつきを無視することは到底考えられなかった。こうしたことから、「標準偏差」が「確率誤差」にとって代わり、「正規分布」が「誤差法則」にとって代わって使われだした。また親と子の身長の関係といった独立でない2変数の取り扱いが重要であった。誤差理論が相互に独立した2変数の関係に終わっていたのに対して、彼らは相互に連関する独立でない2変数の関係に手を広げていた。

### 心理学
ゴルトンはヴィルヘルム・ヴント同様、内観に優れた人物で、心像 (image) の研究は有名である。しかしゴルトンは学派を持たなかったので、ヴントほど影響は与えなかった。やがて、ジェームズ・キャッテルらによる個人差の研究、mental test が、新大陸アメリカで目覚ましい発展を遂げたのである。
ジェームズ・キャッテルとの関係
1879年ライプツィヒ大学で初の実験心理学の研究所を設立することで近代心理学の始まりとされるヴントのもとで、1883年頃からアシスタントとして働いていたジェームズ・キャッテル (1860-1944) はゴールトンの研究所で働くことを望み、測定などの研究に参加した。優生学に対するキャテルの信念は、チャールズ・ダーウィンの研究の影響を強く受けており、ダーウィンの進化論は、キャテルが「個人差の心理学」の研究に重点を置く動機となった。キャテルはまた、ヴントとゴルトンの研究手法をアメリカに持ち帰り、アメリカでの精神検査の取り組みを確立した。当時のアメリカの学生の多数がヴントの下で学び、帰米して、各地方に実験場を開設した。それで表面上はキャテルはドイツ的であったが、内容はヴントよりむしろゴルトンに近いものであった。キャッテルは、そのようなアメリカ心理学の指導者の一人で、個人差の研究に貢献した人物だった。

### その他の研究
指紋についての論文の発表や本の出版も行っており、指紋を利用して犯罪者の特定を行う捜査方法の確立にも貢献している。競馬においてゴルトンの法則で知られる。「祈り」の効果を科学的に検証しようと試み、毎週国民から健康を祈願されている英国王族も、ほかの裕福な貴族と平均寿命は変わらないことを発見した。他にも気象の研究など、幅広い分野で研究を残している。

### 受賞歴ほか
ゴルトンは1853年に、アフリカ南部内陸の探険の成果に対し、ロンドンの王立地理学会から金メダル（創立者メダル）を授与された。1860年にロンドン王立協会会員に選出された。
1901年にトーマス・ハックスリー記念賞、1902年にダーウィン・メダル、1908年にダーウィン＝ウォレス・メダルのシルバーメダルを受賞した。1909年にはナイトに叙されている。1910年にコプリ・メダルを受賞した。

## その他
ゴルトンにアフリカ探検を勧めたいとこのダグラス・ゴルトンがフローレンス・ナイチンゲールのいとこと結婚（1851年）したことから、ゴルトンとナイチンゲールは遠縁に当たる。ナイチンゲールは71歳のとき、大学に応用統計学の教授職ポストを寄付したいとゴルトンに相談した。この話は結局実現しなかったが、後にゴルトン自身が遺産をロンドン大学に寄付してそれを実現することになった。